# Эльстерхайде
Эльстерхайде или Га́льштровска-Го́ля (нем. Elsterheide; в.-луж. Halštrowska hola) — коммуна в Германии, в земле Саксония. Подчиняется административному округу Дрезден. Входит в состав района Баутцен. Население составляет 3769 человек (на 31 декабря 2010 года). Занимает площадь 126,85 км².
Входит в состав культурно-территориальной автономии «Лужицкая поселенческая область», на территории которой действуют законодательные акты земель Саксонии и Бранденбурга, содействующие сохранению лужицких языков и культуры лужичан. Официальным языком в населённом пункте, помимо немецкого, является лужицкий.

## Сельские округа
Коммуна подразделяется на 8 сельских округов.
- Блуно (Bluń)
- Гайерсвальде (Lejno)
- Забродт (Zabrod)
- Зайдевинкель (Židźino)
- Клайн-Партвиц (Bjezdowy)
- Нардт (Narć)
- Нойвизе (Nowa Łuka), в административные границы также входит деревня Берген, не имеющая официального статуса населённого пункта
- Течвиц (Ptačecy)